# 1540
Portal Geschichte | Portal Biografien | Aktuelle Ereignisse | Jahreskalender | Tagesartikel

◄ |
15. Jahrhundert |
16. Jahrhundert
| 17. Jahrhundert | ►

◄ |
1510er |
1520er |
1530er |
1540er
| 1550er | 1560er | 1570er | ►

◄◄ |
◄ |
1536 |
1537 |
1538 |
1539 |
1540
| 1541 | 1542 | 1543 | 1544 | ► | ►►
Staatsoberhäupter  · Nekrolog   · Musikjahr
| Januar | Januar | Januar | Januar | Januar | Januar | Januar | Januar |
| Kw     | Mo     | Di     | Mi     | Do     | Fr     | Sa     | So     |
| ------ | ------ | ------ | ------ | ------ | ------ | ------ | ------ |
| 1      |        |        |        | 1      | 2      | 3      | 4      |
| 2      | 5      | 6      | 7      | 8      | 9      | 10     | 11     |
| 3      | 12     | 13     | 14     | 15     | 16     | 17     | 18     |
| 4      | 19     | 20     | 21     | 22     | 23     | 24     | 25     |
| 5      | 26     | 27     | 28     | 29     | 30     | 31     |        |

| Februar | Februar | Februar | Februar | Februar | Februar | Februar | Februar |
| Kw      | Mo      | Di      | Mi      | Do      | Fr      | Sa      | So      |
| ------- | ------- | ------- | ------- | ------- | ------- | ------- | ------- |
| 5       |         |         |         |         |         |         | 1       |
| 6       | 2       | 3       | 4       | 5       | 6       | 7       | 8       |
| 7       | 9       | 10      | 11      | 12      | 13      | 14      | 15      |
| 8       | 16      | 17      | 18      | 19      | 20      | 21      | 22      |
| 9       | 23      | 24      | 25      | 26      | 27      | 28      | 29      |

| März | März | März | März | März | März | März | März |
| Kw   | Mo   | Di   | Mi   | Do   | Fr   | Sa   | So   |
| ---- | ---- | ---- | ---- | ---- | ---- | ---- | ---- |
| 10   | 1    | 2    | 3    | 4    | 5    | 6    | 7    |
| 11   | 8    | 9    | 10   | 11   | 12   | 13   | 14   |
| 12   | 15   | 16   | 17   | 18   | 19   | 20   | 21   |
| 13   | 22   | 23   | 24   | 25   | 26   | 27   | 28   |
| 14   | 29   | 30   | 31   |      |      |      |      |

| April | April | April | April | April | April | April | April |
| Kw    | Mo    | Di    | Mi    | Do    | Fr    | Sa    | So    |
| ----- | ----- | ----- | ----- | ----- | ----- | ----- | ----- |
| 14    |       |       |       | 1     | 2     | 3     | 4     |
| 15    | 5     | 6     | 7     | 8     | 9     | 10    | 11    |
| 16    | 12    | 13    | 14    | 15    | 16    | 17    | 18    |
| 17    | 19    | 20    | 21    | 22    | 23    | 24    | 25    |
| 18    | 26    | 27    | 28    | 29    | 30    |       |       |

| Mai | Mai | Mai | Mai | Mai | Mai | Mai | Mai |
| Kw  | Mo  | Di  | Mi  | Do  | Fr  | Sa  | So  |
| --- | --- | --- | --- | --- | --- | --- | --- |
| 18  |     |     |     |     |     | 1   | 2   |
| 19  | 3   | 4   | 5   | 6   | 7   | 8   | 9   |
| 20  | 10  | 11  | 12  | 13  | 14  | 15  | 16  |
| 21  | 17  | 18  | 19  | 20  | 21  | 22  | 23  |
| 22  | 24  | 25  | 26  | 27  | 28  | 29  | 30  |
| 23  | 31  |     |     |     |     |     |     |

| Juni | Juni | Juni | Juni | Juni | Juni | Juni | Juni |
| Kw   | Mo   | Di   | Mi   | Do   | Fr   | Sa   | So   |
| ---- | ---- | ---- | ---- | ---- | ---- | ---- | ---- |
| 23   |      | 1    | 2    | 3    | 4    | 5    | 6    |
| 24   | 7    | 8    | 9    | 10   | 11   | 12   | 13   |
| 25   | 14   | 15   | 16   | 17   | 18   | 19   | 20   |
| 26   | 21   | 22   | 23   | 24   | 25   | 26   | 27   |
| 27   | 28   | 29   | 30   |      |      |      |      |

| Juli | Juli | Juli | Juli | Juli | Juli | Juli | Juli |
| Kw   | Mo   | Di   | Mi   | Do   | Fr   | Sa   | So   |
| ---- | ---- | ---- | ---- | ---- | ---- | ---- | ---- |
| 27   |      |      |      | 1    | 2    | 3    | 4    |
| 28   | 5    | 6    | 7    | 8    | 9    | 10   | 11   |
| 29   | 12   | 13   | 14   | 15   | 16   | 17   | 18   |
| 30   | 19   | 20   | 21   | 22   | 23   | 24   | 25   |
| 31   | 26   | 27   | 28   | 29   | 30   | 31   |      |

| August | August | August | August | August | August | August | August |
| Kw     | Mo     | Di     | Mi     | Do     | Fr     | Sa     | So     |
| ------ | ------ | ------ | ------ | ------ | ------ | ------ | ------ |
| 31     |        |        |        |        |        |        | 1      |
| 32     | 2      | 3      | 4      | 5      | 6      | 7      | 8      |
| 33     | 9      | 10     | 11     | 12     | 13     | 14     | 15     |
| 34     | 16     | 17     | 18     | 19     | 20     | 21     | 22     |
| 35     | 23     | 24     | 25     | 26     | 27     | 28     | 29     |
| 36     | 30     | 31     |        |        |        |        |        |

| September | September | September | September | September | September | September | September |
| Kw        | Mo        | Di        | Mi        | Do        | Fr        | Sa        | So        |
| --------- | --------- | --------- | --------- | --------- | --------- | --------- | --------- |
| 36        |           |           | 1         | 2         | 3         | 4         | 5         |
| 37        | 6         | 7         | 8         | 9         | 10        | 11        | 12        |
| 38        | 13        | 14        | 15        | 16        | 17        | 18        | 19        |
| 39        | 20        | 21        | 22        | 23        | 24        | 25        | 26        |
| 40        | 27        | 28        | 29        | 30        |           |           |           |

| Oktober | Oktober | Oktober | Oktober | Oktober | Oktober | Oktober | Oktober |
| Kw      | Mo      | Di      | Mi      | Do      | Fr      | Sa      | So      |
| ------- | ------- | ------- | ------- | ------- | ------- | ------- | ------- |
| 40      |         |         |         |         | 1       | 2       | 3       |
| 41      | 4       | 5       | 6       | 7       | 8       | 9       | 10      |
| 42      | 11      | 12      | 13      | 14      | 15      | 16      | 17      |
| 43      | 18      | 19      | 20      | 21      | 22      | 23      | 24      |
| 44      | 25      | 26      | 27      | 28      | 29      | 30      | 31      |

| November | November | November | November | November | November | November | November |
| Kw       | Mo       | Di       | Mi       | Do       | Fr       | Sa       | So       |
| -------- | -------- | -------- | -------- | -------- | -------- | -------- | -------- |
| 45       | 1        | 2        | 3        | 4        | 5        | 6        | 7        |
| 46       | 8        | 9        | 10       | 11       | 12       | 13       | 14       |
| 47       | 15       | 16       | 17       | 18       | 19       | 20       | 21       |
| 48       | 22       | 23       | 24       | 25       | 26       | 27       | 28       |
| 49       | 29       | 30       |          |          |          |          |          |

| Dezember | Dezember | Dezember | Dezember | Dezember | Dezember | Dezember | Dezember |
| Kw       | Mo       | Di       | Mi       | Do       | Fr       | Sa       | So       |
| -------- | -------- | -------- | -------- | -------- | -------- | -------- | -------- |
| 49       |          |          | 1        | 2        | 3        | 4        | 5        |
| 50       | 6        | 7        | 8        | 9        | 10       | 11       | 12       |
| 51       | 13       | 14       | 15       | 16       | 17       | 18       | 19       |
| 52       | 20       | 21       | 22       | 23       | 24       | 25       | 26       |
| 53       | 27       | 28       | 29       | 30       | 31       |          |          |

| Januar | Januar | Januar | Januar | Januar | Januar | Januar | Januar |
| Kw     | Mo     | Di     | Mi     | Do     | Fr     | Sa     | So     |
| ------ | ------ | ------ | ------ | ------ | ------ | ------ | ------ |
| 1      |        |        |        | 1      | 2      | 3      | 4      |
| 2      | 5      | 6      | 7      | 8      | 9      | 10     | 11     |
| 3      | 12     | 13     | 14     | 15     | 16     | 17     | 18     |
| 4      | 19     | 20     | 21     | 22     | 23     | 24     | 25     |
| 5      | 26     | 27     | 28     | 29     | 30     | 31     |        |

| Februar | Februar | Februar | Februar | Februar | Februar | Februar | Februar |
| Kw      | Mo      | Di      | Mi      | Do      | Fr      | Sa      | So      |
| ------- | ------- | ------- | ------- | ------- | ------- | ------- | ------- |
| 5       |         |         |         |         |         |         | 1       |
| 6       | 2       | 3       | 4       | 5       | 6       | 7       | 8       |
| 7       | 9       | 10      | 11      | 12      | 13      | 14      | 15      |
| 8       | 16      | 17      | 18      | 19      | 20      | 21      | 22      |
| 9       | 23      | 24      | 25      | 26      | 27      | 28      | 29      |

| März | März | März | März | März | März | März | März |
| Kw   | Mo   | Di   | Mi   | Do   | Fr   | Sa   | So   |
| ---- | ---- | ---- | ---- | ---- | ---- | ---- | ---- |
| 10   | 1    | 2    | 3    | 4    | 5    | 6    | 7    |
| 11   | 8    | 9    | 10   | 11   | 12   | 13   | 14   |
| 12   | 15   | 16   | 17   | 18   | 19   | 20   | 21   |
| 13   | 22   | 23   | 24   | 25   | 26   | 27   | 28   |
| 14   | 29   | 30   | 31   |      |      |      |      |

| April | April | April | April | April | April | April | April |
| Kw    | Mo    | Di    | Mi    | Do    | Fr    | Sa    | So    |
| ----- | ----- | ----- | ----- | ----- | ----- | ----- | ----- |
| 14    |       |       |       | 1     | 2     | 3     | 4     |
| 15    | 5     | 6     | 7     | 8     | 9     | 10    | 11    |
| 16    | 12    | 13    | 14    | 15    | 16    | 17    | 18    |
| 17    | 19    | 20    | 21    | 22    | 23    | 24    | 25    |
| 18    | 26    | 27    | 28    | 29    | 30    |       |       |

| Mai | Mai | Mai | Mai | Mai | Mai | Mai | Mai |
| Kw  | Mo  | Di  | Mi  | Do  | Fr  | Sa  | So  |
| --- | --- | --- | --- | --- | --- | --- | --- |
| 18  |     |     |     |     |     | 1   | 2   |
| 19  | 3   | 4   | 5   | 6   | 7   | 8   | 9   |
| 20  | 10  | 11  | 12  | 13  | 14  | 15  | 16  |
| 21  | 17  | 18  | 19  | 20  | 21  | 22  | 23  |
| 22  | 24  | 25  | 26  | 27  | 28  | 29  | 30  |
| 23  | 31  |     |     |     |     |     |     |

| Juni | Juni | Juni | Juni | Juni | Juni | Juni | Juni |
| Kw   | Mo   | Di   | Mi   | Do   | Fr   | Sa   | So   |
| ---- | ---- | ---- | ---- | ---- | ---- | ---- | ---- |
| 23   |      | 1    | 2    | 3    | 4    | 5    | 6    |
| 24   | 7    | 8    | 9    | 10   | 11   | 12   | 13   |
| 25   | 14   | 15   | 16   | 17   | 18   | 19   | 20   |
| 26   | 21   | 22   | 23   | 24   | 25   | 26   | 27   |
| 27   | 28   | 29   | 30   |      |      |      |      |

| Juli | Juli | Juli | Juli | Juli | Juli | Juli | Juli |
| Kw   | Mo   | Di   | Mi   | Do   | Fr   | Sa   | So   |
| ---- | ---- | ---- | ---- | ---- | ---- | ---- | ---- |
| 27   |      |      |      | 1    | 2    | 3    | 4    |
| 28   | 5    | 6    | 7    | 8    | 9    | 10   | 11   |
| 29   | 12   | 13   | 14   | 15   | 16   | 17   | 18   |
| 30   | 19   | 20   | 21   | 22   | 23   | 24   | 25   |
| 31   | 26   | 27   | 28   | 29   | 30   | 31   |      |

| August | August | August | August | August | August | August | August |
| Kw     | Mo     | Di     | Mi     | Do     | Fr     | Sa     | So     |
| ------ | ------ | ------ | ------ | ------ | ------ | ------ | ------ |
| 31     |        |        |        |        |        |        | 1      |
| 32     | 2      | 3      | 4      | 5      | 6      | 7      | 8      |
| 33     | 9      | 10     | 11     | 12     | 13     | 14     | 15     |
| 34     | 16     | 17     | 18     | 19     | 20     | 21     | 22     |
| 35     | 23     | 24     | 25     | 26     | 27     | 28     | 29     |
| 36     | 30     | 31     |        |        |        |        |        |

| September | September | September | September | September | September | September | September |
| Kw        | Mo        | Di        | Mi        | Do        | Fr        | Sa        | So        |
| --------- | --------- | --------- | --------- | --------- | --------- | --------- | --------- |
| 36        |           |           | 1         | 2         | 3         | 4         | 5         |
| 37        | 6         | 7         | 8         | 9         | 10        | 11        | 12        |
| 38        | 13        | 14        | 15        | 16        | 17        | 18        | 19        |
| 39        | 20        | 21        | 22        | 23        | 24        | 25        | 26        |
| 40        | 27        | 28        | 29        | 30        |           |           |           |

| Oktober | Oktober | Oktober | Oktober | Oktober | Oktober | Oktober | Oktober |
| Kw      | Mo      | Di      | Mi      | Do      | Fr      | Sa      | So      |
| ------- | ------- | ------- | ------- | ------- | ------- | ------- | ------- |
| 40      |         |         |         |         | 1       | 2       | 3       |
| 41      | 4       | 5       | 6       | 7       | 8       | 9       | 10      |
| 42      | 11      | 12      | 13      | 14      | 15      | 16      | 17      |
| 43      | 18      | 19      | 20      | 21      | 22      | 23      | 24      |
| 44      | 25      | 26      | 27      | 28      | 29      | 30      | 31      |

| November | November | November | November | November | November | November | November |
| Kw       | Mo       | Di       | Mi       | Do       | Fr       | Sa       | So       |
| -------- | -------- | -------- | -------- | -------- | -------- | -------- | -------- |
| 45       | 1        | 2        | 3        | 4        | 5        | 6        | 7        |
| 46       | 8        | 9        | 10       | 11       | 12       | 13       | 14       |
| 47       | 15       | 16       | 17       | 18       | 19       | 20       | 21       |
| 48       | 22       | 23       | 24       | 25       | 26       | 27       | 28       |
| 49       | 29       | 30       |          |          |          |          |          |

| Dezember | Dezember | Dezember | Dezember | Dezember | Dezember | Dezember | Dezember |
| Kw       | Mo       | Di       | Mi       | Do       | Fr       | Sa       | So       |
| -------- | -------- | -------- | -------- | -------- | -------- | -------- | -------- |
| 49       |          |          | 1        | 2        | 3        | 4        | 5        |
| 50       | 6        | 7        | 8        | 9        | 10       | 11       | 12       |
| 51       | 13       | 14       | 15       | 16       | 17       | 18       | 19       |
| 52       | 20       | 21       | 22       | 23       | 24       | 25       | 26       |
| 53       | 27       | 28       | 29       | 30       | 31       |          |          |

## Ereignisse

### Politik und Weltgeschehen

#### England
- 6. Januar: Englands König Heinrich VIII. heiratet die Deutsche Anna von Kleve.
- 9. Juli: Englands König Heinrich VIII. lässt die Ehe mit Anna von Kleve annullieren.
- Thomas Cromwell wird nach einer von Thomas Howard, 3. Duke of Norfolk, und Stephen Gardiner geführten Intrige des Hochverrats und der Häresie angeklagt, zum Tode verurteilt und am 28. Juli hingerichtet.

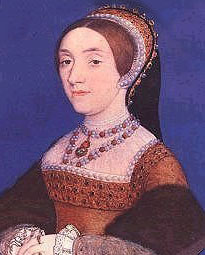
Verm. Catherine Howard, Miniaturporträt von Hans Holbein

- 28. Juli: Heinrich VIII. heiratet seine fünfte Frau Catherine Howard.

#### Heiliges Römisches Reich
- Nach der Niederwerfung eines Aufstands in Gent unterwirft Kaiser Karl V. die Stadt einem neuen Statut, der Concessio Carolina.

#### Ungarn
- 22. Juli: Nach dem Tod von Johann Zápolya wird – in offenem Bruch des Friedensvertrags von Großwardein mit König Ferdinand I. – sein erst wenige Tage alter Sohn Johann Sigismund Zápolya von einer eilig einberufenen Adelsversammlung in Buda zum König von Ungarn gewählt. Die Vormundschaft übernimmt der Bischof von Großwardein, Georg Martinuzzi, und später seine Mutter Isabella Jagiellonica. Sein Thronanspruch wird von Erzherzog Ferdinand I. von Habsburg angefochten.

#### Amerika

##### Neuspanien und die Expedition Francisco Coronados

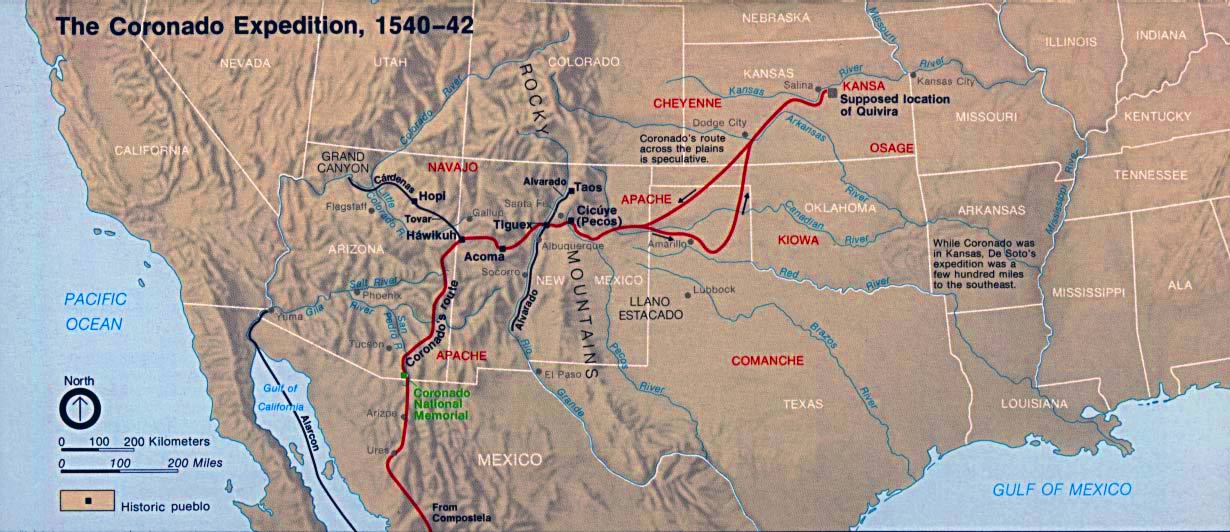
Die Expedition von Vásquez de Coronado

- April: Im Auftrag von Antonio de Mendoza, Vizekönig von Neuspanien, macht sich der Konquistador Francisco Vásquez de Coronado mit mehreren Einheiten von Mexiko aus auf den Weg nach Norden auf der Suche nach den mythischen sieben goldenen Städten von Cibola.
- 9. Mai: Eine Flotte unter dem Kommando von Hernando de Alarcón wird losgeschickt, um die Expedition von Coronado zu unterstützen und nebenbei den Golf von Kalifornien und die vermeintliche Insel Baja California zu erkunden.

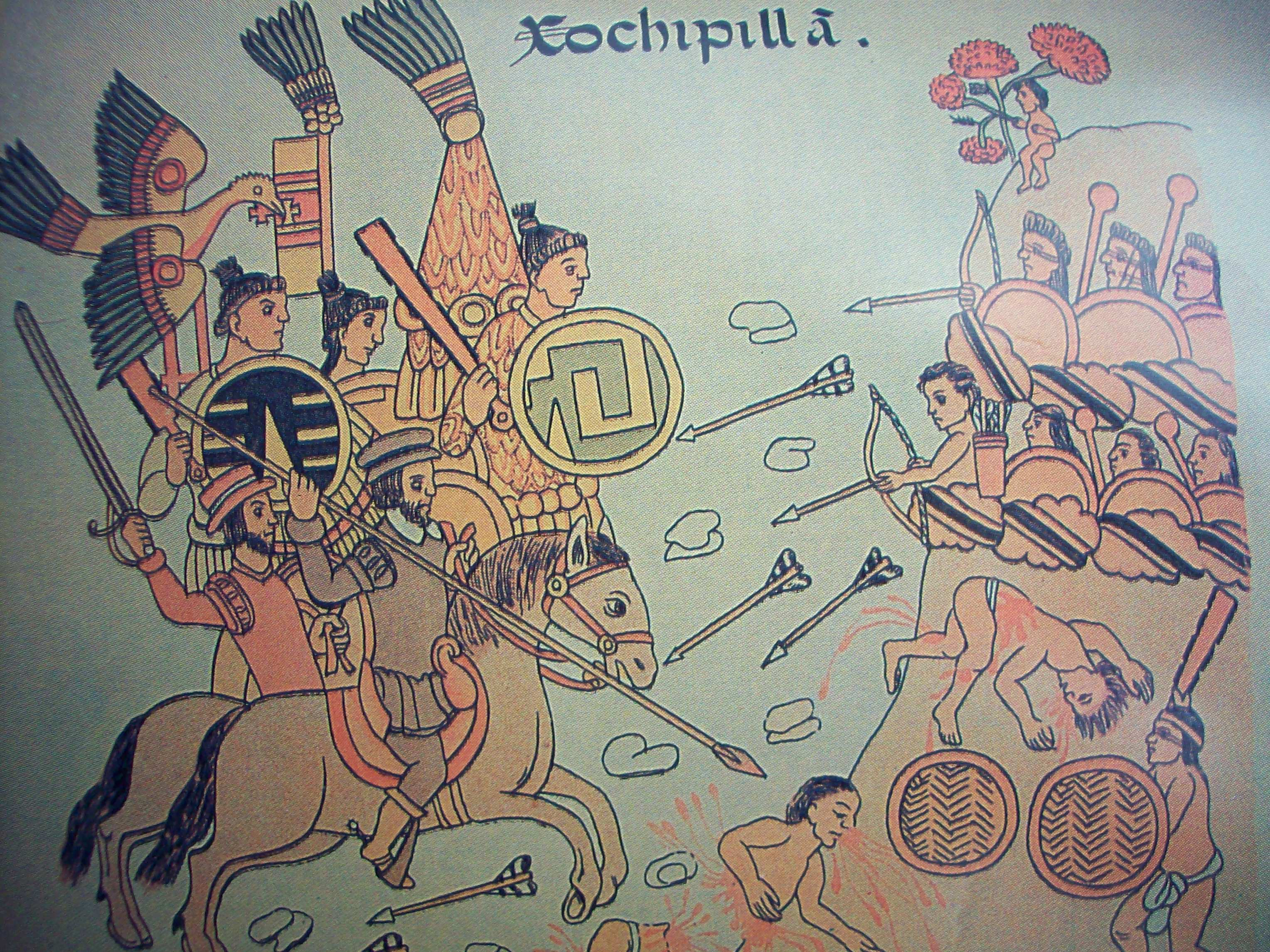
Lienzo de Tlaxcala, Schlacht von Xochipilla im Mixtón-Krieg

- Frühjahr: In Abwesenheit großer Teile der Besatzungsarmee bricht in Neuspanien der Mixtón-Aufstand gegen die spanische Kolonialherrschaft aus, der bis zum Ende des Jahres nicht erfolgreich unterdrückt werden kann.
- 26. August: Hernando de Alarcón entdeckt die Mündung des Colorado.
- September/Oktober: Das Expeditionsmitglied García López de Cárdenas entdeckt mit seinen Männern den Grand Canyon.

##### Die Expedition Hernando de Sotos
- 18. Oktober: Die Choctaw unter den Häuptlingen Tuscaloosa und Black Warrior und Hernando de Sotos Expedition liefern sich eine Schlacht in der Chocktaw-Stadt Mabilla (im heutigen Alabama). 40 Spanier und mehrere Tausend Indianer kommen in der Schlacht von Mauvilla ums Leben, die als erste Schlacht der Indianerkriege auf dem nordamerikanischen Kontinent gelten kann.

##### Expedition Gonzalo Pizarros
- Von Quito aus bricht die Zimtlandexpedition unter der Führung von Gonzalo Pizarro ins Amazonastiefland auf.

### Wirtschaft
Nach einem äußerst trockenen und sonnigen Jahr wird in Würzburg der Kaiserwein gelesen, als Versuch, die scheinbar verlorene, da großteils vertrocknete Weinernte zu retten. Dies erweist sich als Glücksgriff; der 1540er Würzburger Stein gilt als der älteste bekannte Lagenwein, als einer der besten Weine des vergangenen Jahrtausends und als Erfindung der Spätlese. Die letzte bekannte Flasche dieses Weins wird im Bürgerspital zum Heiligen Geist in Würzburg aufbewahrt.

### Wissenschaft und Technik
- 1. Juli: Papst Paul III. gründet die Universität Macerata.

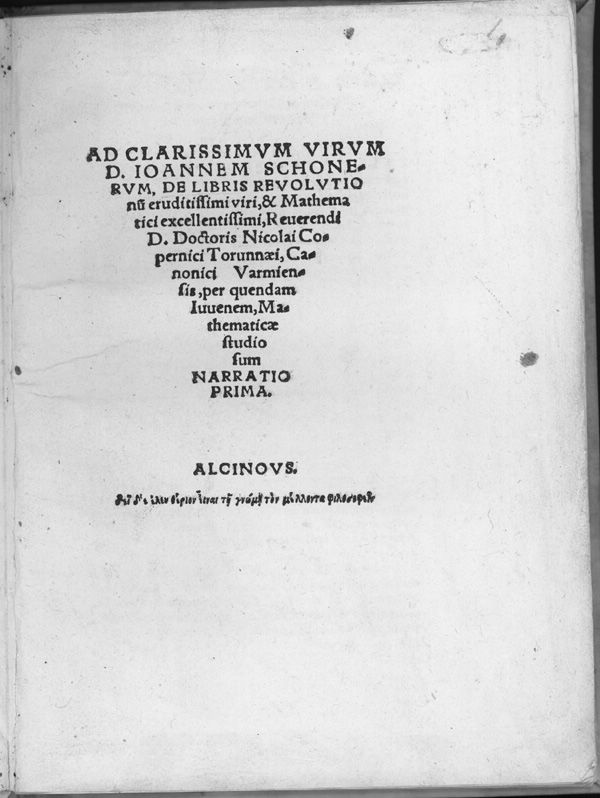
Titelseite der Narratio Prima

- Georg Joachim Rheticus veröffentlicht die bei Franz Rhode in Danzig gedruckte Narratio Prima, in der er die heliozentrische Theorie von Nikolaus Kopernikus erstmals beschreibt. Die positive Aufnahme der Narratio, die als offener Brief an Johannes Schöner gestaltet ist, bewegt den fast 70-jährigen Kopernikus, 1543 endlich der Veröffentlichung von De revolutionibus orbium coelestium zuzustimmen. Mit veröffentlicht wird außerdem das Encomium Borussiae, eine „Lobschrift auf Preußen“.
- In Speyer wird eine Lateinschule gegründet, aus der sich in der Folge das Gymnasium am Kaiserdom entwickelt.

### Kultur

#### Bildende Kunst

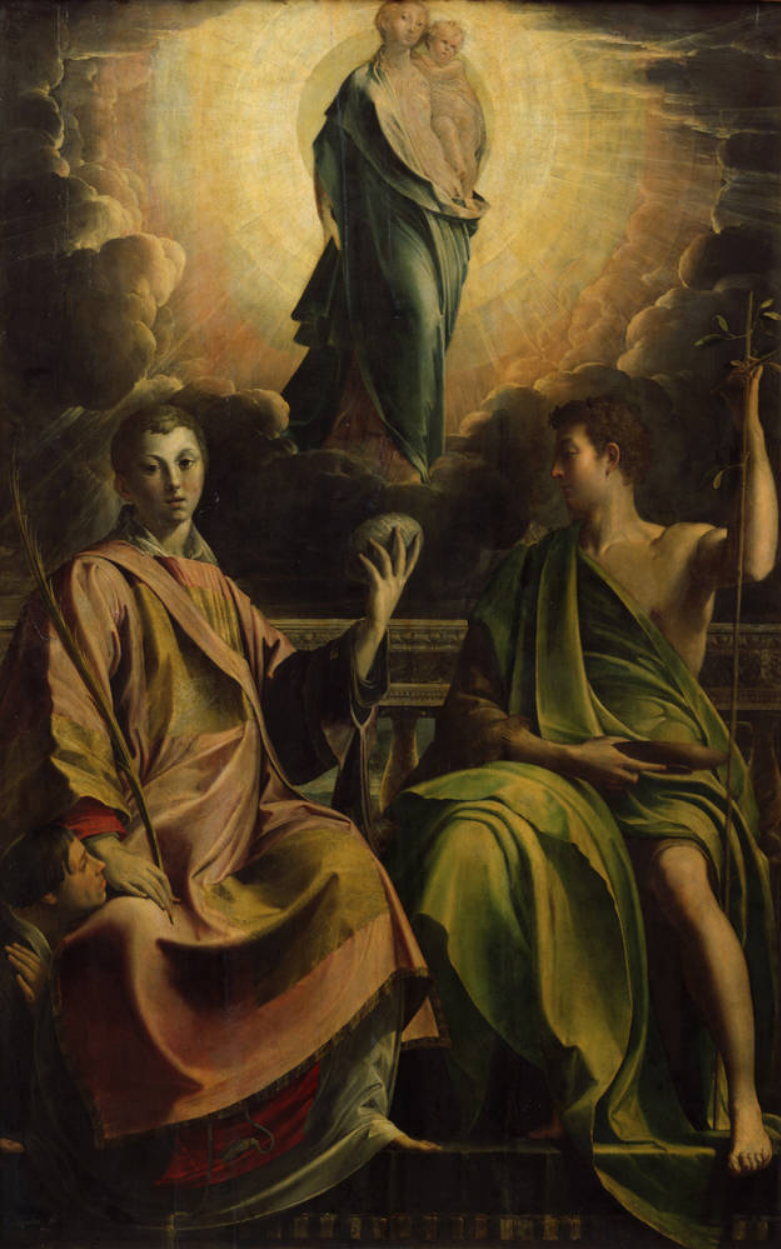
Madonna mit dem Hl. Stephan und Johannes dem Täufer

- Parmigianino vollendet sein letztes Bild: Madonna mit dem Kind, dem Heiligen Stephan, dem Heiligen Johannes dem Täufer und dem Stifter.
- Der erste Teppich des Ardabil-Teppich-Zwillingspaars wird in Täbris fertiggestellt und gilt bis heute als der älteste datierte Perserteppich der Welt.

### Gesellschaft
- 29. Juni: Wegen angeblichen Wetterzaubers und Weidevergiftens wird in Wittenberg Prista Frühbottin verbrannt.

### Religion
- 21. Mai: Nach dem Tod von Matthäus Lang von Wellenburg wird Ernst Herzog von Bayern zum Administrator des Erzbistums Salzburg bestellt.
- 28. Juni bis 28. Juli: Beim Hagenauer Religionsgespräch werden hauptsächlich Bedingungen und Verfahrensfragen für ein zukünftiges Religionsgespräch zwischen Katholiken und Protestanten besprochen. Die Fronten zwischen beiden Lagern sind verhärtet.
- 27. September: Mit der Bulle Regimini militantis ecclesiae werden die Jesuiten von Ignatius von Loyola von Papst Paul III. als Orden anerkannt.
- Philipp Melanchthon veröffentlicht anonym in Straßburg den Tractatus de potestate et primatu Papae als Nachtrag zur Confessio Augustana.
- Die 1538 begonnene Auflösung der englischen Klöster durch den englischen König Heinrich VIII. wird fortgesetzt.
- um 1540: Die Santa Cecilia Chapel auf Gozo wird erbaut.

### Katastrophen
In Mitteleuropa zählte das Jahr mit der Dürre in Mitteleuropa 1540 zu den wärmsten und trockensten Jahren des Jahrtausends; es geht als Jahr der möglicherweise katastrophalsten Dürre des Jahrtausends in die Geschichte ein. Zwischen März und September regnet es kaum, Brunnen und Quellen fallen trocken, Vieh wird notgeschlachtet, unzählige Menschen sterben bei der Arbeit auf dem Feld. Der Rhein ist bei Basel und Köln zu Fuß überquerbar.
Allein in Deutschland kommt es zu 33 Stadtbränden (z. B. Stadtbrand von Einbeck (Fürstentum Grubenhagen), Freudenberg (Siegerland), Wangen im Allgäu); etliche davon gelten als antiprotestantische Brandstiftungen.

## Historische Karten und Ansichten

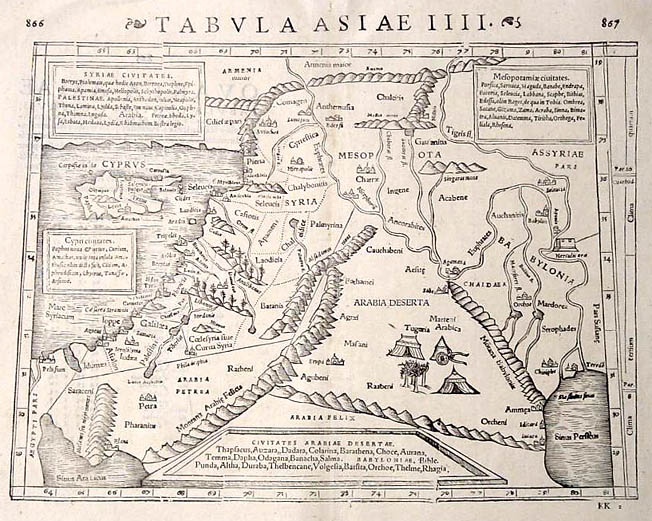
Naher Osten
Gerhard Mercators Karte Flanderns

## Geboren

### Geburtsdatum gesichert
- 25. Januar: Edmund Campion, Mönch im Jesuitenorden und Märtyrer der katholischen Kirche († 1581)
- 28. Januar: Ludolph van Ceulen, niederländischer Mathematiker († 1610)
- 28. Januar: Nicolò Donà, 93. Doge von Venedig († 1618)
- 23. Februar: Hedwig von Brandenburg, Fürstin von Braunschweig-Wolfenbüttel († 1602)

- 17. März: Bernhard VII., Fürst von Anhalt († 1570)
- 11. April: Johann Debel, deutscher Philologe und lutherischer Theologe († 1610)

- 10. Mai: Pierre de Saint-Priest d’Épinac, Erzbischof von Lyon († 1599)
- 14. Mai: Paolo Paruta, venezianischer Historiker und Diplomat († 1598)
- 14. Mai: Bartholomäus Scultetus, Görlitzer Bürgermeister und Mathematiker († 1614)
- 16. Mai: Paschalis Baylon, Laienbruder im Franziskanerorden und Heiliger der römisch-katholischen Kirche († 1592)

- 03. Juni: Karl II., Erzherzog von Innerösterreich aus dem Haus Habsburg († 1590)
- 29. Juni: Ana de Mendoza y de la Cerda, spanisch-portugiesische Hofdame und Politikerin († 1592)
- 30. Juni: Elisabeth von der Pfalz, Herzogin von Sachsen († 1594)

- 11. Juli: Adolf von Nassau, Bruder von Wilhelm I. von Oranien († 1568)
- 16. Juli: Alfonso Carafa, italienischer Geistlicher († 1565)
- 31. Juli: François II. de Clèves, Herzog von Nevers, Graf von Rethel und Eu († 1562)

- 05. August: Joseph Justus Scaliger, französischer Wissenschaftler († 1609)
- 14. August: Magnus von Dänemark, Bischof von Ösel-Wiek, Kurland und Reval († 1583)
- 29. August: Elisabeth von Brandenburg-Küstrin, Markgräfin von Brandenburg-Ansbach und Brandenburg-Kulmbach († 1578)

- 05. September: Stephan I. Illésházy, Palatin von Ungarn († 1609)
- 09. September: Johann VII., Graf von Oldenburg († 1603)
- 28. September: Karl I., Herzog von Mecklenburg-Güstrow († 1610)
- 30. September: Salomon Alberti, deutscher Mediziner († 1600)

- 01. Oktober: Johann Jakob Grynaeus, Schweizer Theologe († 1617)
- 07. Oktober: Pantaleon Candidus, deutscher reformierter Theologe, Historiker und Autor († 1608)

- 06. November: Cäcilie Wasa, schwedische Prinzessin und Markgräfin von Baden-Rodemachern († 1627)
- 12. November: Anna von Pfalz-Veldenz, Markgräfin von Baden-Durlach († 1586)
- 08. Dezember: Giovanni Vincenzo Gonzaga, Ritter des Malteserordens und Kardinal († 1591)

### Genaues Geburtsdatum unbekannt
- Giulio Cesare Barbetta, italienischer Lautenist und Komponist († 1603)
- Felix Büchser, Schweizer Bildhauer, Bildschnitzer und Theaterregisseur († 1578)
- Marek Bydžovský z Florentýna, tschechischer Historiker, Astronom, Mathematiker und Gelehrter und Humanist († 1612)
- Francis Drake, englischer Freibeuter und Entdecker († 1596)
- Louis Elsevier, niederländischer Verleger, Buchbinder und Buchhändler († 1617)
- Antoine de La Faye, französisch-schweizerischer evangelischer Geistlicher und Hochschullehrer († 1615)
- Simon Sten, deutscher Pädagoge, Ethnologe, Philologe, Historiker und Literaturwissenschaftler († 1619)

### Geboren um 1540
- Josyne van Beethoven, Opfer der Hexenverfolgung in Brüssel († 1595)
- William Douglas, 6. Earl of Morton, schottischer Peer († 1606)
- William Painter, englischer Schriftsteller († 1594)
- Barnabe Rich, englischer Schriftsteller († 1617)

## Gestorben

### Erstes Halbjahr

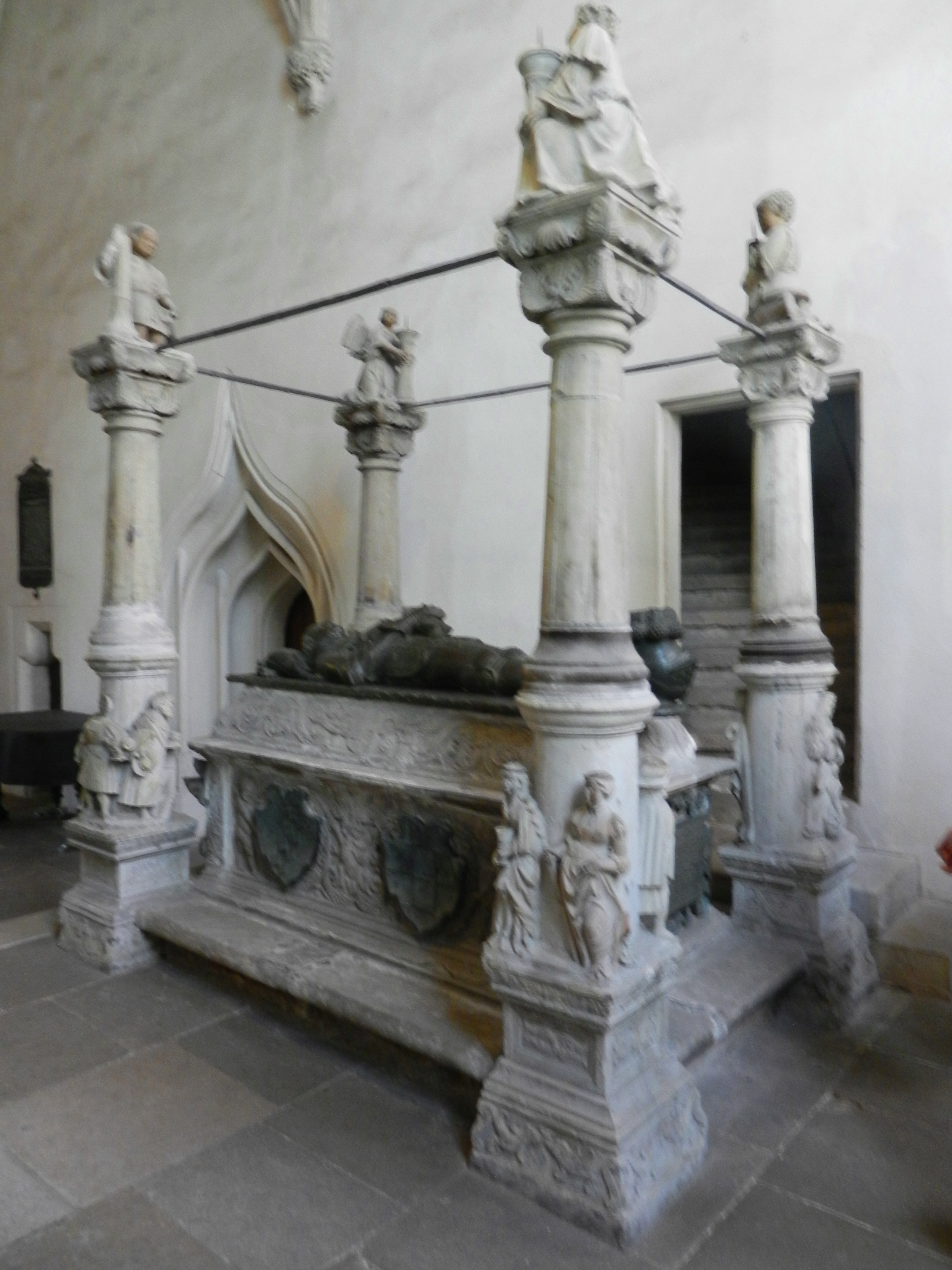
Grabtumba von Hoyer VI. in der Andreaskirche in Eisleben

- 09. Januar: Hoyer VI. von Mansfeld, Graf von Mansfeld und Ritter vom Goldenen Vlies (*  1484)
- 20. Januar: Aires de Figueiredo Barbosa, portugiesischer Humanist, Gelehrter und Hochschullehrer an der Universität Salamanca (* um 1470)
- 27. Januar: Angela Merici, italienische katholische Heilige, Gründerin des Ursulinen-Ordens (* 1474)

- 02. März: Hieronymus Dungersheim, deutscher Theologe und Rektor der Universität Leipzig (* 1465)
- 22. März: Hans Kohlhase, Bürger und Kaufmann in Cölln an der Spree, Befehder Sachsens, Vorbild für Kleists Michael Kohlhaas (* um 1500)
- 30. März: Matthäus Lang von Wellenburg, Erzbischof von Salzburg, Bischof von Gurk und Cartagena (* 1468)

- 03. April: Garcia de Noronha, Vizekönig von Portugiesisch-Indien (* 1480)
- 12. April: Antoine I. de Lalaing, Statthalter von Holland und Seeland (* wohl 1480)
- 17. April: Stanislaus Thurzo, Bischof von Olmütz (* 1470)

- 06. Mai: Juan Luis Vives, spanischer Humanist, Philosoph und Historiker (* 1492)
- 22. Mai: Francesco Guicciardini, Florentiner Politiker und Historiker (* 1483)

- 01. Juni: Sebald Pögl der Jüngere, steirischer Hammerherr und Waffenfabrikant (* um 1490)
- 11. Juni: Georg Hohermuth von Speyer, deutscher Konquistador (* um 1500)
- 16. Juni: Konrad II. von Thüngen, Fürstbischof von Würzburg (* um 1466)

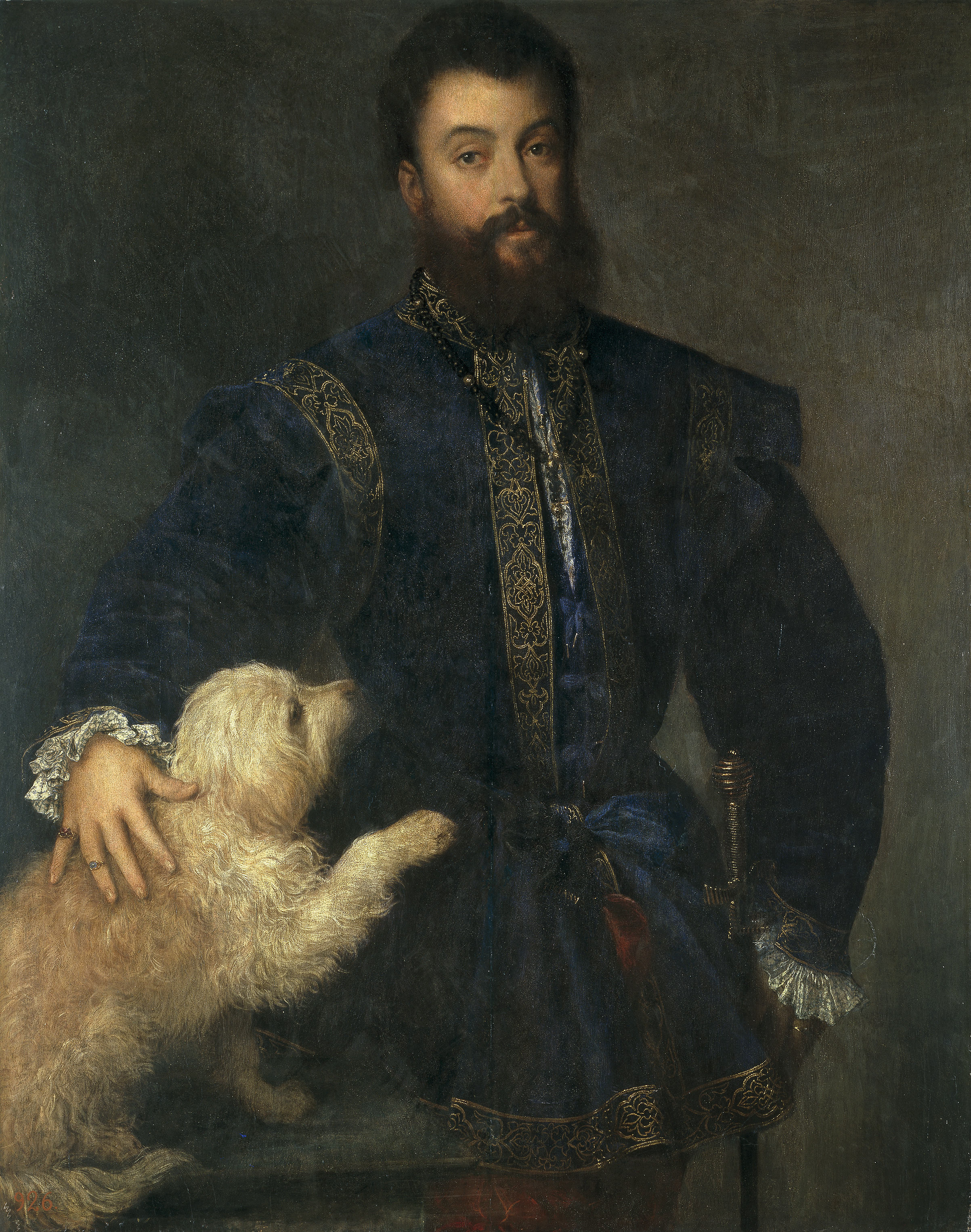
Porträt des Federico II. Gonzaga, Tizian, um 1525

- 28. Juni: Federico II. Gonzaga, Herzog von Mantua (* 1500)
- 29. Juni: Prista Frühbottin, Opfer der Hexenverfolgung in Wittenberg (* um 1490)
- 30. Juni: Thomas Abel, englischer Geistlicher (* um 1497)

### Zweites Halbjahr
- 22. Juli: Johann III. von Metzenhausen, Erzbischof und Kurfürst von Trier (* 1492)
- 22. Juli: Johann Zápolya, Fürst von Siebenbürgen mit dem Anspruch auf den ungarischen Königstitel (* 1487)

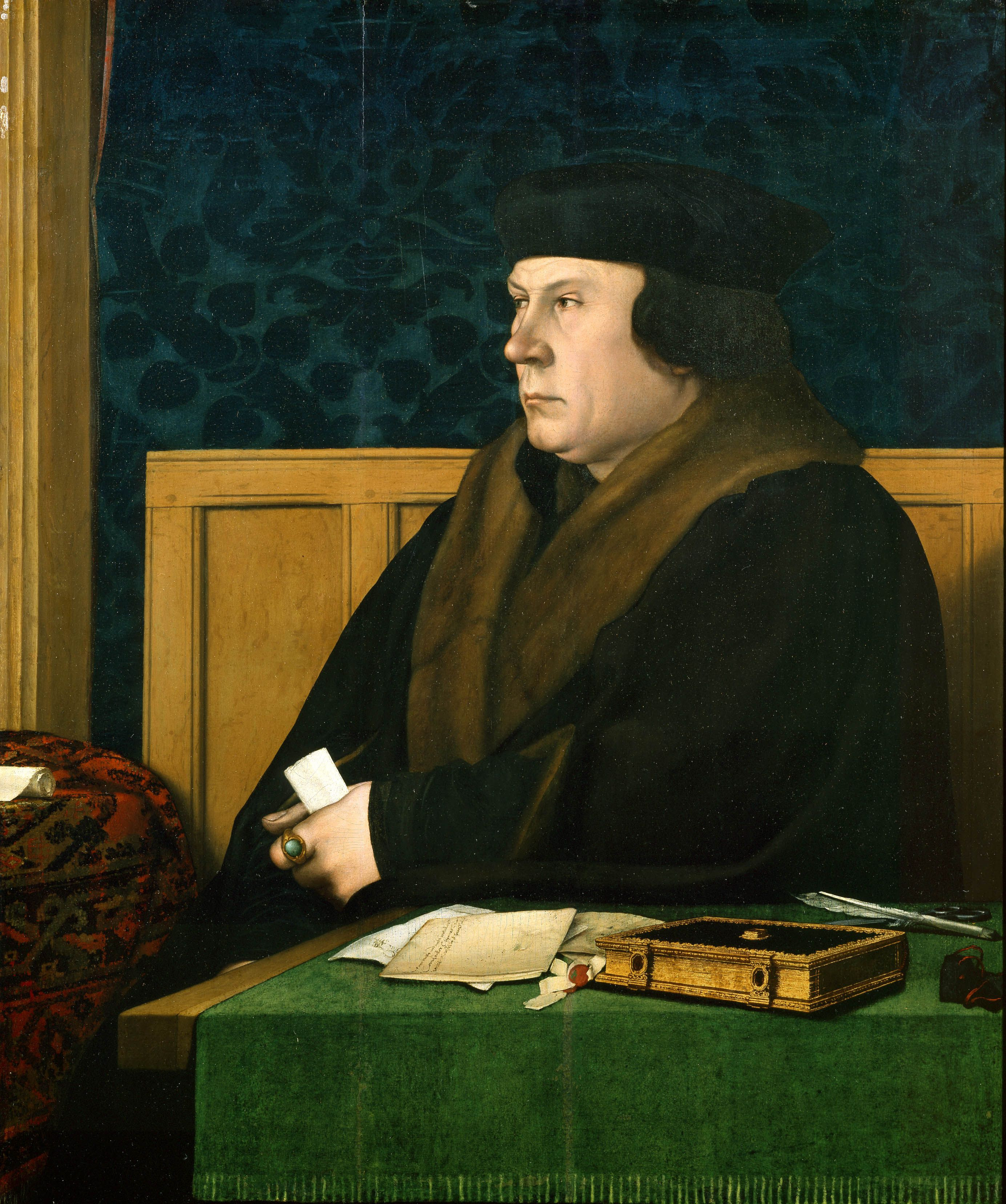
Thomas Cromwell, 1. Earl of Essex

- 28. Juli: Thomas Cromwell, englischer Staatsmann (* um 1485)
- 28. Juli: Hermann Tulichius, deutscher evangelischer Theologe, Pädagoge und Reformator (* um 1486)
- 30. Juli: Erich I., der Ältere, Herzog zu Braunschweig-Lüneburg und regierender Fürst von Calenberg-Göttingen (* 1470)
- 30. Juli: Robert Barnes, englischer Theologe und Märtyrer (* um 1495)

- 08. August: Christoph Hegendorf, humanistischer Dichter und lutherischer Theologe (* um 1500)
- 13. August: Reinhard von Leiningen-Westerburg, katholischer Geistlicher und Domdekan in Köln (* 1479)
- 20. August: Guillaume Budé, französischer Philologe, Humanist, Diplomat und Bibliothekar am Hof von Franz I. (* 1468)

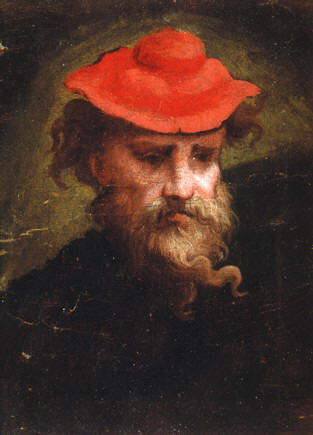
Selbstporträt Parmigianinos kurz vor seinem Tod

- 24. August: Parmigianino (Gerolano Francesco Maria Mazzola), italienischer Maler (* 1503)
- 28. August: Barbara Pächlerin, Opfer eines Zaubereiprozesses in Sarntal (* zwischen 1490 und 1500)

- 01. September: Konrad Krebs, deutscher Architekt und Baumeister (* 1492)
- 24. September: Enno II., Graf von Ostfriesland (* 1505)
- 25. September: Johannes III. Wolf, Abt des Zisterzienserklosters in Ebrach

- 04. Oktober: Helius Eobanus Hessus, deutscher evangelischer Humanist (* 1488)
- 17. Oktober: Balthasar von Esens, ostfriesischer Häuptling
- 23. Oktober: Stephan Kempe, lutherischer Theologe und Reformator (* vor 1521)
- 14. November: Rosso Fiorentino, italienischer Maler (* 1495)

### Genaues Todesdatum unbekannt
- Jorge Afonso, portugiesischer Maler (* 1470)

### Gestorben um 1540
- 1539/40: Colijn de Coter, flämischer Maler (* 1450)
- Elizabeth Blount, englische Edeldame, Mätresse König Heinrichs VIII. (* um 1498)